# John Braithwaite (Sportschütze)
John Robert „Bob“ Braithwaite, MBE (* 28. September 1925 in Arnside; † 26. Februar 2015 in Capernwray) war ein britischer Sportschütze.

## Erfolge
John Braithwaite nahm im Trap an den Olympischen Spielen 1964 in Tokio und 1968 in Mexiko-Stadt teil. 1964 belegte er mit 192 Punkten den siebten Platz und verpasste damit die Medaillenränge um zwei Treffer. Vier Jahre darauf erzielte 198 Punkte, wodurch er vor Thomas Garrigus und Kurt Czekalla den ersten Platz belegte und somit Olympiasieger wurde. Seine 198 Punkte waren gleichzeitig ein neuer Weltrekord in dieser Disziplin.
Braithwaite war Tierarzt und Member of the British Empire. Er hatte eine Tochter.